# فتيات وأمنيات
فتيات وأمنيات مسلسل أنمي ياباني من إنتاج إستديو توي أنيميشن عرض لأول مره في 7 أبريل 1981 واستمر عرضه حتى 29 سبتمبر 1981 . وتمت دبلجة المسلسل للغة العربية بواسطة إستديوهات راكتي للإنتاج والتوزيع الفني.

## القصة
المسلسل يحكي قصه عائلة تتكون من اربع اخوات بالإضافة إلى الام يعشن في منزل واحد وتحصل لهن مواقف طريفة وكوميدية .

## أدوار الدبلجة
- سوسن عواد
- سهير نصر الدين
- رانيا مروة
- أسمهان البيطار
- نور الدين أحمد
- حسام شاهين
- سعد حمدان
- ماريبال صوما
- حسني بدر الدين
- فؤاد شمص

## روابط خارجية
- فتيات وأمنيات على موقع IMDb (الإنجليزية)
- فتيات وأمنيات على موقع قاعدة بيانات الفيلم (الإنجليزية)
- فتيات وأمنيات على موقع ANN anime (الإنجليزية)